# Каратобе (Сауранский район)
Каратобе (каз. Қаратөбе, до 2008 г. — Кызылшаруа) — упразднённое село в Сауранском районе Туркестанской области Казахстана. Входило в состав Карашикского сельского округа. 
Исключено из учётных данных в 2023 году.
Код КАТО — 512645300.

## Население
В 1999 году население села составляло 209 человек (102 мужчины и 107 женщин). По данным переписи 2009 года, в селе проживало 349 человек (180 мужчин и 169 женщин).